# إدوارد توماس هال
إدوارد توماس هال (بالإنجليزية: Edward Thomas Hall)‏ (و. 1924 – 2001 م) هو فيزيائي من المملكة المتحدة . ولد في لندن .
وكان عضواً في الأكاديمية البريطانية .
توفي في أكسفورد ، عن عمر يناهز 77 عاماً.

## التعليم
تعلم في كلية إيتون، وكلية نيو كوليج

## مناصب وهيئات
أدار جامعة أوكسفورد.

## الخدمة العسكرية
خدم في البحرية الملكية البريطانية.

## جوائز
حصل على جوائز منها:
- قائد وسام الامبراطورية البريطانية.